# Maphorion

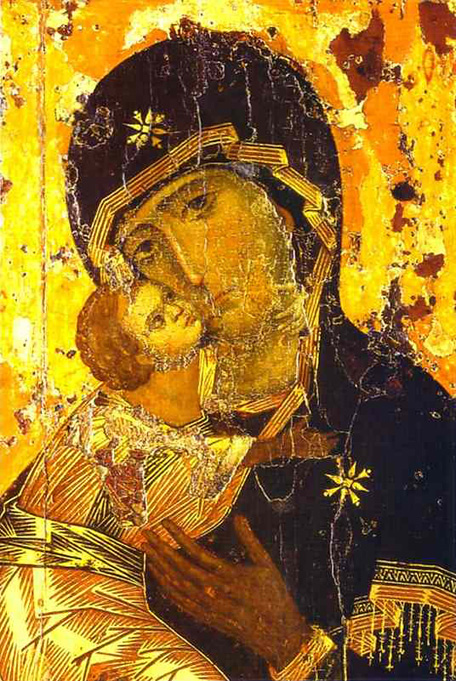
Die Gottesmutter von Wladimir, bekleidet mit einem Maphorion

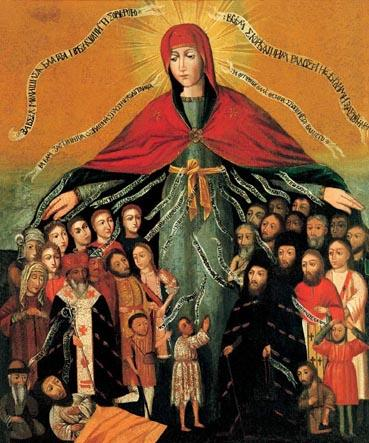
Ukrainische Schutzmantelmadonna des 17. Jh.

Als Maphorion (griechisch Μαφόριον „Schleier“, „Schal“, Plural Maphorien, auch Maphoria) bezeichnet man in der Kunstgeschichte und in der Geschichte der christlichen Reliquien den Schleier, der auf bildlichen Darstellungen Haupthaar und Schultern Marias, der Mutter Jesu, bedeckt.
Das Maphorion bzw. ein für den Schleier der Muttergottes gehaltenes Gewebe war neben dem Gürtel und dem Marienbildnis, das noch zu ihren Lebzeiten der Evangelist Lukas gemalt haben soll, eine der drei Hauptreliquien Marias in Konstantinopel und wurde dort in der Kirche Sankt Maria von Blachernae aufbewahrt, zeitweise auch gemeinsam mit den beiden anderen Hauptreliquien. Der Legende zufolge soll das Maphorion sich dort seit dem 5. Jahrhundert befunden haben, nachdem es von zwei griechischen Pilgern mit Namen Galbius und Candidus aus dem Besitz einer Jüdin im Heiligen Land gestohlen und nach Konstantinopel gebracht worden war. 
Der liturgische Festtag des Maphorions war der 2. Juli, und es soll Konstantinopel mehrmals vor dem Untergang bewahrt haben, so besonders im Jahr 860 vor der Belagerung durch die Russen. Auch nach der Plünderung Konstantinopels 1204 durch die Kreuzfahrer soll das Maphorion weiter in der Blanchernenkirche verehrt worden sein, bis zu einem Brand der Kirche im Februar 1434. 
Im Westen aufgetauchte Reliquien, die mit dem Maphorion in Verbindung gebracht wurden, dürften deshalb anderer Herkunft sein. Besonders zu erwähnen ist ein Schleiergewebe, das der oströmische Kaiser Karl dem Großen geschenkt haben und von dessen Enkel Karl dem Kahlen aus dem Aachener Kirchenschatz 876 an die Kathedrale von Chartres weitergeschenkt worden sein soll. 
Eine weitere Schleierreliquie soll bereits von Helena, der Mutter Konstantins des Großen, dem Kloster Sankt Maximin in Trier geschenkt worden und im 14. Jahrhundert Gegenstand regelmäßiger Ausstellungen und Wallfahrten gewesen sein. Ein Drittel dieser Trierer Reliquie wurde von Kaiser Karl IV. für dessen Prager Reliquienschatz erworben und auf seine Bitten hin von Papst Innozenz IV. 1354 mit einem Ablassversprechen ausgestattet. Dieses Prager Tuch („peplum“) wurde seither im siebenjährlichen Turnus jeweils am Tag von Mariä Himmelfahrt und außerdem bei den Ausstellungen der Prager Passionsreliquien gezeigt, denen es zugezählt wurde, weil es nach der Kreuzabnahme bei der Beweinung Christ mit dem Blut Christi in Berührung gekommen sein soll. 
Das Maphorion ist ein fester Bestandteil der christlichen Ikonographie Marias, besonders in den Marienikonen der Ostkirchen. Es begegnet als Bedeckung von Haar und Schultern, zuweilen auch verlängert als weiter herabhängender Umhang, und erfährt eine besondere Ausprägung in der Form des Schutzmantels (russisch Покров, Pokrow) in den unterschiedlichen Typen der Schutzmantelmadonna, wie sie etwa auf sogenannten Pestbildern, auf denen Maria ihre Verehrer vor Gottes Pfeilen und damit vor der Seuche bewahrt, dargestellt wird. Im Hintergrund steht hierbei die griechische Legende von der Marienvision des Seligen Andreas „Salós“, des „Narren“ Christi († 936 oder 946), in der dieser während einer Nachtwache in der Kirche von Blachernae die Gottesmutter aus dem Altarraum zu den Gläubigen treten, unter Tränen längere Gebete verrichten und dann ihren Schleier vom Haupt nehmen und über die Gläubigen breiten sah. 
Während die Andreas-Legende seit dem 12. Jahrhundert besonders in Russland weitergewirkt hat und dort von Fürst Andrei Bogoljubski für die kirchenpolitische Legitimierung seiner Fürstentümer Wladimir und Kiew adaptiert wurde, waren es in der römisch-katholischen Kirche des Westens besonders Zisterzienser und Dominikaner, die seit dem 13. Jahrhundert durch neue Schutzmantelvisionen – in denen Maria im Jenseits die verstorbenen Mitglieder des jeweiligen Ordens unter ihren Mantel nimmt – die Vorzugsstellung ihres Ordens propagierten.